# Liste der Landesstraßen im Bezirk Lüneburg
Diese Liste der Landesstraßen im Bezirk Lüneburg ist eine Auflistung der Landesstraßen im zu Niedersachsen gehörenden ehemaligen Regierungsbezirk und heutigen statistischen Bezirk Lüneburg. Als Abkürzung für diese Landesstraßen dient die Abkürzung L. Die weiteren niedersächsischen Landesstraßen stehen auf den folgenden Seiten:
- Liste der Landesstraßen im Bezirk Braunschweig
- Liste der Landesstraßen im Bezirk Hannover
- Liste der Landesstraßen im Bezirk Weser-Ems

Die Bundesautobahnen und Bundesstraßen werden gestalterisch hervorgehoben.

## Liste
Der Straßenverlauf wird in der Regel von Nord nach Süd und von West nach Ost angegeben.
| Nr.   | Verlauf |
| ----- | --- |
| L 111 | – Hörne – Balje-Süderdeich – Baljerdorf – Wechtern – Freiburg/Elbe – L 113 – Allwörden – Hamelwörden – – Wischhafen – Neuland – Dornbusch – Drochtersen – Assel – Barnkrug – Kreuel – Bützfleth – Götzdorf – Schnee – Wöhrden – L 140 – –                                     |
| L 113 | L 111 in Freiburg/Elbe – Landesbrück – Oederquart – Zollbaum – Hasenfleet – Oberndorf – Achthöfen – – Großenwörden – Vorwerk – in Himmelpforten |
| L 114 | in Himmelpforten – Oldendorf – Estorf – Forst – in Elm |
| L 116 | L 128 in Hainmühlen – Lintig – L 119 – Lührsfelde – Moorausmoor – Mittelstenahe – Lamstedt – Laumühlen – Klint – in Hechthausen |
| L 117 | L 118 – Neuenkirchen – Ihlienworth – Norderwesterseite – L 144 – Süderwesterseite – Bad Bederkesa – L 119/L 120 |
| L 118 | – L 117 – Nordleda – Kampen – Osterwanna – Westerwanna – Krempel – Neuenwalde – L 119 – Debstedt – L 120 – L 135 in Langen |
| L 119 | L 129 in Dorum – L 135 – Holßelerfeld – Neuenwalde – L 118 – Fickmühlen – Bad Bederkesa – L 120 – L 117 – L 128 – Lintig – L 116 – Meckelstedt – Großenhain – Westerbeck – in Ebersdorf                                                                                       |
| L 120 | L 118 in Debstedt – Drangstedt – L 117/L 119 in Bad Bederkesa |
| L 121 | (Bremen) – Landesgrenze – Lanhausen – Jührde – Ueterlande – Overwarfe – Dedesdorf-Eidewarden – |
| L 122 | in Kirchwistedt – Altwistedt – Kuhstedt – – Messelskamp – Gnarrenburg – Karlshöfenerberg – Karlshöfen – L 165 – Glinstedt – Rhade – Rhadereistedt – Ostereistedt – Bademühlen – in Zeven                                                                                      |
| L 123 | in Bremervörde – Hesedorf – Essel – Kutenholz – Aspe – Lehnhorst – Bargstedt – Ohrensen – L 124 – Issendorf – Daudleck – in Horneburg |
| L 124 | in Stade – Riensförde – Steinbeck – Helmste – Sandkrug – L 123 – Harsefeld – Hollenbeck – Ahlerstedt – Bokel – L 127 – Wangersen – Steddorf – Boitzen – Heeslingen – L 142 – in Zeven                                                                                         |
| L 125 | in Dollern – Guderhandviertel – L 140 in Mittelnkirchen |
| L 127 | L 124 in Wangersen – Ahrenswohlde – Ahrensmoor-West – Ahrensmoor-Nord – Kammerbusch – Apensen – L 130 – in Buxtehude |
| L 128 | L 119 in Bad Bederkesa – Hainmühlen – L 116 – Ringstedt – Köhlen – Geestenseth – Wollingst – Beverstedt – Wellen – Oldendorf – Lübberstedt – Hambergen – |
| L 129 | L 135 in Midlum – Dorum – L 119 – Mulsum – Wremen – Imsum – Landesgrenze – (Bremen) |
| L 130 | in Horneburg – Nottensdorf – Grundoldendorf – Apensen – L 127 – Beckdorf – Sauensiek – Löhe – Bockhorst – Ramshausen – Sittensen – – L 142 – Hamersen – Drögenholz – Helvesiek – in Scheeßel                                                                                  |
| L 131 | in Zeven – Aspe – Wistedt – Abbendorf – Hetzwege – Westeresch – Scheeßel – – L 130 – Westervesede – Deepen – L 170 in Hemslingen |
| L 132 | in Brüttendorf – Brummerhof – Steinfeld – Vorwerk – Hollinghausen – Otterstedt – Ottersberg – L 154 – L 168 |
| L 133 | (Bremen) – Landesgrenze – Lilienthal – Falkenberg – L 154 – L 153 – Grasberg – Tarmstedt – Westertimke – Kirchtimke – Ostertimke – Badenstedt – L 122 |
| L 134 | – Stubben – Bokel – Langenfelde – Gackau – Bramstedt – L 135 – Hagen im Bremischen – Harmonie – Uthlede – Barloh – Meyenburg – Siethlandswehr – Metjensanse – Koppelsberg – Hohenbuchen – L 149 – Schwanewede – Landesgrenze – (Bremen)                                       |
| L 135 | – Altenwalde – Franzenburg – Nordholz – Midlum – L 129 – Holßel – L 119 – Sievern – Büttel – Tajenfeld – Langen – L 118 – Landesgrenze – (Bremen) |
| L 140 | L 111 – Hollern – Siebwende – Wetterndorf – Grünendeich – Steinkirchen – L 125 – Mittelnkirchen – Jork – Hove – Landesgrenze – (Hamburg) |
| L 141 | in Buxtehude – Pippensen – Daensen – Moisburg – Emmen – Hollenstedt – – Ochtmannsbruch Siedlung – Dohren-Gehege – Dohren – Tostedt – – Knick – Kamperlin – in Welle |
| L 142 | L 124 – Wiersdorf – Weertzen – Groß Meckelsen – Sittensen – L 130 – Tiste – in Wistedt |
| L 143 | / – Stotel – L 135 – Nesse – Loxstedt – Bexhövede – Donnern – Sellstedt – Wehdel – L 128 in Geestenseth |
| L 144 | – Neuhaus (Oste) – Kehdingbruch – Bülkau – Odisheim – Steinau L 117 |
| L 149 | (Bremen) – Landesgrenze – Neuenkirchen – Schwanewede – L 134 – – Brundorf – L 135 – Buschhausen – in Osterholz-Scharmbeck |
| L 151 | in Ritterhude – Landesgrenze – (Bremen) |
| L 152 | L 135 – Hülseberg – Westerbeck – in Osterholz-Scharmbeck (jetzt K 46 im Landkreis Osterholz) |
| L 153 | in Pennigbüttel – L 165 – Neu Sankt Jürgen – Mevenstedt – Worpswede – Ostendorf – Lüninghausen – Worphausen – L 133 |
| L 154 | L 133 in Falkenberg – Heidberg – Rautendorf – Quelkhorn – L 132 in Ottersberg |
| L 155 | L 168 in Ottersberg Bahnhof – Posthausen – Völkersen – Dahlbrügge – Nindorf – L 158 |
| L 156 | L 168 in Bassen – Achim – L 158 – Werder – L 203 in Lunsen |
| L 157 | in Rethem (Aller) – Hedern – Neu Bosse – Eilte – L 191 in Ahlden (Aller) |
| L 158 | (Bremen) – Landesgrenze – Uphusen – Achim – L 167 – L 156 – Baden – Etelsen – Cluvenhagen – Daverden – Langwedel – L 155 – in Dauelsen |
| L 159 | L 160 – Wittlohe – Otersen – Ludwigslust – Groß Häuslingen – – Altenwahlingen – Böhme – Bierde – L 190 |
| L 160 | in Verden (Aller) – L 171 – Eitze – Luttum – Hohenaverbergen – L 159 – Südkampen – in Kirchboitzen |
| L 161 | in Visselhövede – Kettenburg – Hiligensehl – Ebbingen – Dreikronen – in Walsrode |
| L 163 | in Soltau – Willingen – Mittelstendorf – Mengebostel – Dorfmark – Vierde – Bad Fallingbostel – – Düshorn – Beetenbrück (Bahnhof) – L 190 |
| L 165 | L 122 in Karlshöfen – Ostersode – Heudorf – Hüttendorf – Hüttenbusch – L 153 in Neu Sankt Jürgen |
| L 167 | L 168 in Oyten – Embsen – – L 158 in Achim |
| L 168 | (Bremen) – Landesgrenze – – Oyten – L 167 – Bassen – L 156 – Brillkamp – Egypten – Nadah – L 155 – Ottersberg Bahnhof – Ottersberg – L 132 – Stuckenborstel – / |
| L 170 | in Hemslingen – L 131 – Grauen – Lünzen – Zahrensen – Schneverdingen – L 171 – Heber – |
| L 171 | L 160 in Verden (Aller) – Kirchlinteln – Sankt Pauli – Jeddingen – Visselhövede – – L 161 – Schwitschen – Hiddingen – Jürshof – Drögenbostel – Neuenkirchen – – Delmsen – Kempen – Sprengel – Schülern – Schneverdingen – L 170 – Wintermoor –                                |
| L 180 | L 190 – – Engehausen – Stillenhöfen – Thören – Bannetze – Bostelberg – Winsen (Aller) – L 298 – in Celle |
| L 190 | in Walsrode – – Beetenbrück – L 163 – L 159 – Hodenhagen – L 191 – Hudemühlen – Eickeloh – Hademstorf – L 180 – Essel – – Brauner Kamp – Bezirksgrenze – (L 190 im Bezirk Hannover)                                                                                           |
| L 191 | – Hodenhagen – L 190 – Ahlden (Aller) – L 157 – Büchten – Grethem – Gilten – Norddrebber – – Bezirksgrenze – (L 191 im Bezirk Hannover) |
| L 192 | – Güstenstegel – Bezirksgrenze – (L 192 im Bezirk Hannover) |
| L 193 | in Schwarmstedt – Grindau – Bezirksgrenze – (L 193 im Bezirk Hannover) |
| L 200 | (L 200 im Bezirk Hannover) – Bezirksgrenze – in Rethem (Aller) |
| L 201 | L 203 – Oiste – Bezirksgrenze – (L 201 im Bezirk Hannover) |
| L 202 | (L 202 im Bezirk Hannover) – Bezirksgrenze – Holtum-Marsch – Einste – Blender – L 203 |
| L 203 | L 331 – Eißel – Thedinghausen – L 354 – Lunsen – Morsum – Wulmstorf – Hiddestorf – L 202 – L 201 – Groß Hutbergen – Klein Hutbergen – in Hönisch |
| L 211 | in Wintermoor – Ehrhorn – Niederhaverbeck – Oberhaverbeck – Behringen – L 170 – – Bispingen – L 212 – – Töpingen – in Hermannseck |
| L 212 | L 234 – Garstedt – Neu Garstedt – Toppenstedt – Garlstorf – L 216 – Egestorf – L 213 – – Evendorf – Hörpel – Volkwardingen – Borstel in der Kuhle – Neu Borstel – L 211 in Bispingen                                                                                          |
| L 213 | (Hamburg) – Landesgrenze – Fleestedt – Emmelndorf – Hittfeld – Lindhorst – Helmstorf – Harmstorf – Bendestorf – Jesteburg – Asendorf – Hanstedt – L 215 – Nindorf – L 216 – Schätzendorf – L 212 in Egestorf                                                                  |
| L 215 | L 213 in Hanstedt – Quarrendorf – Brackel – – Thieshope – Pattensen – L 234 |
| L 216 | L 213 in Nindorf – – Garlstorf – L 212 – Gödenstorf – Oelstorf – Salzhausen – L 234 – Luhmühlen – Westergellersen – Kirchgellersen – Reppenstedt – Lüneburg – / |
| L 217 | – L 234 – Winsen (Luhe) – Eggerslust – Drage – Drennhausen – Elbstorf – Stove – Schwinde – – Rönne – Niedermarschacht – Obermarschacht – Tespe – Avendorf – Artlenburg – |
| L 219 | in Hohnstorf – Bullendorf – Hittbergen – Jürgenstorf – Rosenthal – Karze – Garze – L 221/L 222 in Bleckede |
| L 221 | in Lüneburg – Neu Wendhausen – Neu Sülbeck – Sülbeck – Neetze – Neu Süttorf – L 219/L 222 in Bleckede |
| L 222 | L 219/L 221 in Bleckede – L 223 – Nindorf – L 231 – Köstorf – Harmstorf – L 232 in Quickborn |
| L 223 | L 222 in Bleckede – Elbfähre Bleckede () – Neu Bleckede – Neu Wendischthun – L 244 – Landesgrenze – (L 052 in Mecklenburg-Vorpommern) |
| L 224 | (L 061 in Mecklenburg-Vorpommern) – Landesgrenze – Laave – in Kaarßen |
| L 231 | L 222 in Nindorf – Göddingen – Barskamp – Walmsburg – Katemin – L 232 – Neu Darchau – Quarstedt – Moislingen – Wietzetze – Bahrendorf – Meudelfitz – Eichengrund – L 255 – Hitzacker (Elbe) – Kähmen – Streetz – /                                                            |
| L 232 | (L 05 in Mecklenburg-Vorpommern) – Landesgrenze – Suckau – Rosien – in Neuhaus – … – Neu Darchau – L 231 – Katemin – Tosterglope – – Quickborn – L 222 – … – – Dahlenburg – Lemgrabe – Bostelwiebeck – Vorwerk – Maaßel – Altenmedingen – Secklendorf – L 252 in Bad Bevensen |
| L 233 | in Melbeck – Bardenhagen – Velgen – Oetzfelde – Ebstorf – L 250 – Wittenwater – Stadorf – in Groß Süstedt |
| L 234 | L 217 – Winsen (Luhe) – Luhdorf – L 215 – L 212 – Garstedt – Salzhausen – L 216 – Putensen – Oldendorf (Luhe) – Amelinghausen – Diersbüttel – Wettenbostel – Holthusen I – L 250 in Wriedel                                                                                   |
| L 235 | (Hamburg) – Landesgrenze – Rübke – Neu Wulmstorf – Wulmstorf – Daerstorf – in Elstorf |
| L 240 | in Dethlingen – Trauen – Kreutzen – Poitzen – Müden (Örtze) – L 280 – Willighausen – Hermannsburg – Beckedorf – L 281 – Huxahl – Diesten – Sülze – Eversen – Altensalzkoth – Hustedt Bahnhof – Hustedt Waldkater – Scheuen – in Groß Hehlen                                   |
| L 244 | L 223 in Neu Wendischthun – Krusendorf – Sumte – |
| L 250 | – Lintzel – Brockhöfe – Wriedel – L 234 – Arendorf – Brauel – Hanstedt I – Teendorf – Tätendorf – L 233 in Ebstorf |
| L 252 | – Bad Bevensen – L 232 – L 253 – L 254 – Groß Hesebeck – Röbbel – Höver – Weste – Hagen – Törwe – Stoetze – in Hohenzethen |
| L 253 | L 252 in Bad Bevensen – Römstedt – Almstorf – Himbergen – Hohenfier – in Göhrde |
| L 254 | L 252 in Bad Bevensen – Klein Hesebeck – Oetzendorf – Oetzen – Stöcken – – Jarlitz – in Rosche |
| L 256 | in Dannenberg (Elbe) – Nebenstedt – Splietau – Klein Gusborn – Groß Gusborn – Grippel – Laase – Gorleben – in Gartow – … – in Kapern – Landesgrenze – (L 1 in Sachsen-Anhalt)                                                                                                 |
| L 258 | (L 13 in Brandenburg) – Landesgrenze – Elbe () – Pevestorf – Restorf – in Quarnstedt |
| L 260 | in Lübbow – Rebenstorf – Dangenstorf – Trabuhn – Großwitzeetze – Bockleben – Schmarsau – Landesgrenze – (L 5 in Sachsen-Anhalt) |
| L 261 | in Spithal – Kassau – L 263 – Clenze – Steine – Köhlen – Lensian – Güstritz – Dolgow – L 262 – Klennow – Jeetzel – Lüchow (Wendland) – / |
| L 262 | L 261 in Dolgow – Wustrow (Wendland) – Teplingen – in Lübbow |
| L 263 | L 261 in Kassau – Jiggel – Bergen an der Dumme – – Landesgrenze – (L 6 in Sachsen-Anhalt) |
| L 265 | in Rosche – Nateln – Batensen – – Suhlendorf – Soltendieck – Kattien – Bad Bodenteich – L 270 – Reinstorf – Bezirksgrenze – (L 265 im Bezirk Braunschweig) |
| L 266 | L 270 in Bad Bodenteich – Abbendorf – Schafwedel – Landesgrenze – (L 7 in Sachsen-Anhalt) |
| L 270 | in Uelzen – / – Esterholz – Bollensen – Wieren – Overstedt – Bad Bodenteich – L 265 – L 264 – Langenbrügge – Bezirksgrenze – (L 270 im Bezirk Braunschweig) |
| L 280 | L 240 in Müden (Örtze) – Hankenbostel – Gerdehaus – Niederohe – Oberohe – Altensothrieth – Unterlüß – Weyhausen – – Bezirksgrenze – (L 280 im Bezirk Braunschweig) |
| L 281 | in Bergen – Wohlde – Dohnsen – Beckedorf – L 240 – Oldendorf – Starkshorn – Rahmoorhorst – in Eschede |
| L 282 | in Celle – Lachtehausen – L 284 – Beedenbostel – Luttern – Eldingen – L 283 – Bezirksgrenze – (L 282 im Bezirk Braunschweig) |
| L 283 | in Eschede – Scharnhorst – Endeholz – Heese – Eldingen – L 282 – Hohnhorst – Hohne – L 284 – Bezirksgrenze – (L 283 im Bezirk Braunschweig) |
| L 284 | L 282 – Lachendorf – L 311 – Ahnsbeck – Helmerkamp – Hohne – L 283 – Bezirksgrenze – (L 284 im Bezirk Braunschweig) |
| L 298 | in Bergen – Walle – Winsen (Aller) – L 180 – Oldau – Ovelgönne – – L 310 |
| L 310 | (L 310 im Bezirk Hannover) – Bezirksgrenze – Allerhop – L 298 – Wietzenbruch – in Celle |
| L 331 | (L 331 im Bezirk Hannover) – Bezirksgrenze – L 203 – Riede – L 333 – Felde – Emtinghausen – L 354 – Bezirksgrenze – (L 331 im Bezirk Hannover) |
| L 333 | (L 331 im Bezirk Hannover) – Bezirksgrenze – L 331 in Felde |
| L 387 | in Bröckel – Bezirksgrenze – (L 387 im Bezirk Hannover) |